# Szuperkupa
A szuperkupa egy rendezvény általában, de nem kizárólag a labdarúgásban, amely sok esetben a szezon felvezető eseménye. A legtöbb Szuperkupa kivételes mérkőzés az előző szezon liga bajnoka és a legfőbb kupa győztese között. Néha oda-visszavágós rendszerű, amikor mindkét csapat játszik a hazai pályáján, de egyre inkább egy mérkőzésen rendezik meg semleges pályán. Arra az esetre, ha a bajnok és a kupagyőztes ugyanaz a csapat, különböző szabályok léteznek: sok helyen a kupadöntő vesztese az ellenfél, de lehet a bajnoki ezüstérmes is (Anglia, 2010-ben és 2012-ben Magyarország is), illetve bizonyos országokban (mint ahogy Magyarországon eredetileg és napjainkban újra) a duplázó csapat játék nélkül megnyeri a Szuperkupát is.
A Szuperkupa elnevezés arra utal, hogy ez dönti el, hogy melyik a nemzet legjobb csapata, de ettől függetlenül még a bajnokot tekintik a legjobbnak, annak ellenére, hogy ki nyeri a Szuperkupát. A Szuperkupákat nem tartják annyira fontosnak, ez inkább egy presztízs mérkőzés.
A labdarúgásban a legtöbb nemzet rendelkezik szuperkupával:
- Albán Szuperkupa
- Andorrai Szuperkupa
- FA Community Shield (korábban Charity Shield)
- Osztrák Szuperkupa
- Belga Szuperkupa
- Bosznia-hercegovinai Szuperkupa
- Bolgár Szuperkupa
- Ciprusi FA Shield
- Dán Szuperkupa
- Koreai Szuperkupa
- Cumhurbaşkanlığı Kupası
- Észt Szuperkupa
- Trophée des champions
- Görög Szuperkupa
- Johan Cruijff-schaal
- Horvát Szuperkupa
- Football Association of Ireland Super Cup
- Iráni Szuperkupa
- Japán Szuperkupa
- Superpuchar Polski
- Líbiai Szuperkupa
- Litván Szuperkupa
- Magyar labdarúgó-szuperkupa
- DFB-Szuperkupa (1997-ben átvette a helyét a DFB Ligapokal.)
- Supercoppa Italiana
- Orosz Szuperkupa
- Örmény Szuperkupa
- SuperCup Cândido de Oliveira
- Supercupa României
- Trofeo Federale
- Supercopa de España
- Supercupen
- Szovjet Szuperkupa
- Török Szuperkupa
- Ukrán Szuperkupa
- Vietnami Szuperkupa

A legtöbb kontinentális labdarúgó-szövetség is rendelkezik saját szuperkupával:
- UEFA: UEFA-szuperkupa
- AFC: Ázsiai Szuper Kupa,
- CAF: CAF Szuper Kupa
- CONMEBOL: Recopa Sudamericana / Recopa Sul-Americana